# Escola Utagawa

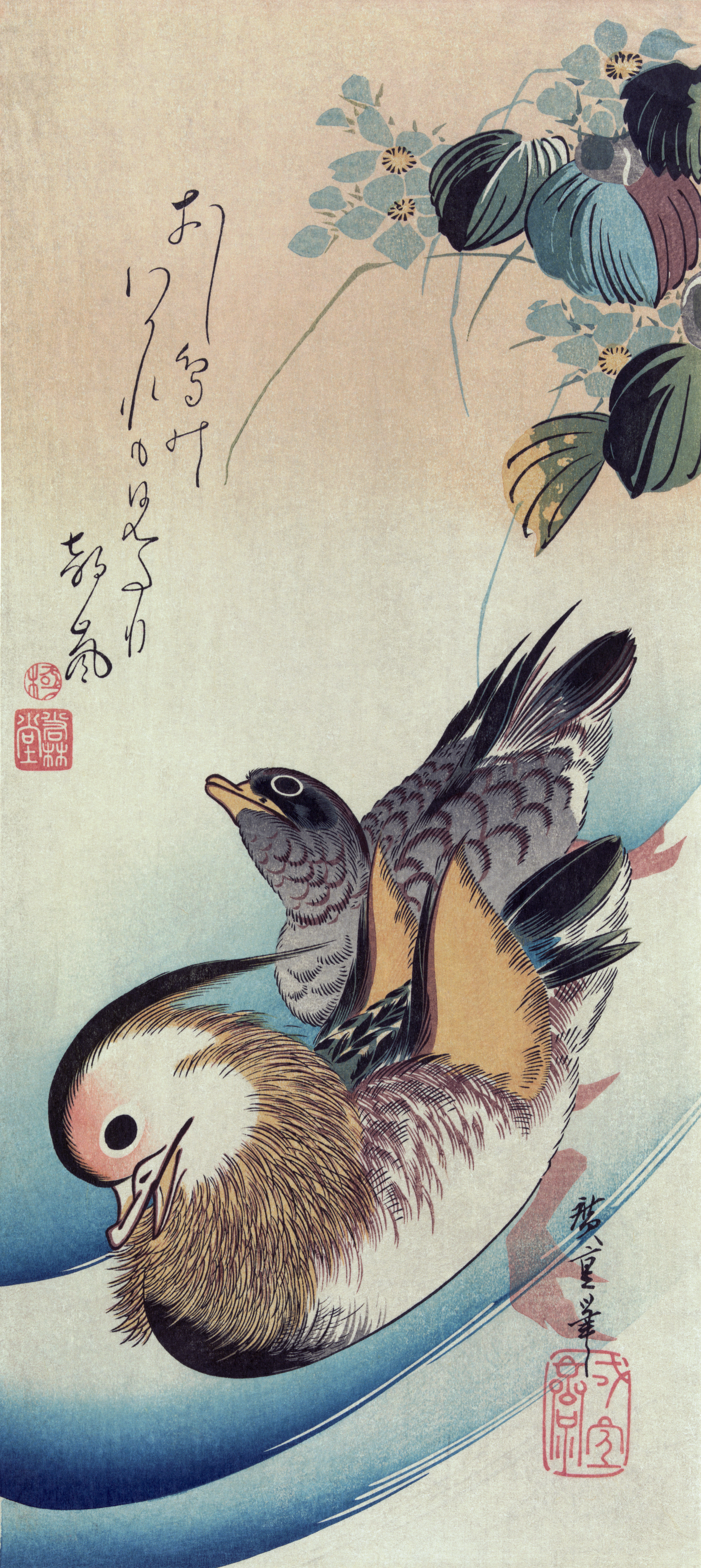
Ànecs mandarins, d'Hiroshige, restaurat digitalment

L'escola Utagawa era un grup d'artistes xilografistes japonesos, fundada per Toyoharu. El seu deixeble, Toyokuni I, va assumir-ne el lideratge després de la mort de Toyoharu i va dur el grup al seu estatus de la més potent i famosa escola de xilografia per a la resta del segle xix.
Hiroshige, Kunisada, Kuniyoshi i Yoshitoshi van ser alumnes d'Utagawa. L'escola va arribar a tenir tant d'èxit i renom que més de la meitat dels gravats ukiyo-e que han sobreviscut fins avui en provenen.
El fundador Toyoharu va adoptar la perspectiva profunda a la manera occidental, una innovació en l'art japonès. Els seus seguidors immediats, Utagawa Toyohiro i Utagawa Toyokuni, van adoptar uns estils més audaços i sensuals que el de Toyoharu i es van especialitzar en diversos gèneres: Toyohiro en els paisatges i Toyokuni en els gravats d'actors kabuki. Artistes posteriors de l'escola es van especialitzar en altres gèneres, com ara els gravats mirall i les paròdies de mites.

## L'escola Utagawa i els pseudònims heretats
Un costum japonès per als aprenents d'èxit era prendre el nom dels seus mestres. En l'escola Utagawa principal, hi havia una jerarquia de goh (pseudònims), des dels més grans als més joves. Quan un veterà es moria, els altres pujaven un esglaó.
El cap de l'escola normalment usava el goh (i així signava els seus gravats) de ‘’Toyokuni’’. Quan Kunisada I es va proclamar a si mateix el cap de l'escola (c. 1842), va començar a signar Toyokuni, i el següent membre més veterà, Kochoro (un nom també usat prèviament per Kunisada I, però no com el ‘’goh’’ del seu cap), va començar a signar Kunisada (Kunisada II, en aquest cas).
Per la seva banda, el següent membre més gran després d'ell va començar a signar Kunimasa (Kunimasa IV, en aquest cas), que havia estat el goh de Kochoro abans de convertir-se en Kunisada II. (El Kunimasa I original havia estat un alumne de Toyokuni I.) 
La llista següent mostra alguns membres de l'escola Utagawa principal amb la seva successió de noms junt amb la numeració moderna de cadascun d'ells:
- Toyokuni (I)
- Toyoshige → Toyokuni (II)
- Kunisada (I) → Toyokuni (III)
- Kochoro → Kunimasa (III) → Kunisada (II) → Toyokuni (IV)
- Kochoro (II) → Kunimasa (IV) → Kunisada (III) → Toyokuni (V)

## Dos Toyokuni II diferents
Una complicació addicional és el fet que hi ha dos artistes diferents als quals es fa referència com a Toyokuni II. El primer era Toyoshige, un deixeble mediocre i gendre de Toyokuni I, que va arribar a cap de l'escola Utagawa quan Toyokuni I va morir.
Kunisada I (Toyokuni III) va menysprear Toyoshige i va rebutjar reconèixer-lo com a cap de l'escola Utagawa. Aparentment, això va ser degut al fet que creia que ell era el millor deixeble, que hauria d'haver estat nomenat cap després de morir l'antic mestre, i estava disgustat amb Toyoshige, que aparentment va aconseguir el càrrec per la seva connexió familiar.
Quan Kunisada I va prendre el pseudònim Toyokuni (c. 1842), va treure Toyokuni II de la història de la casa i durant un temps va signar com a Toyokuni II. Tanmateix, ara està numerat Toyokuni III. Hi ha gravats signats Toyokuni II que són de l'artista que ara es coneix com a Toyokuni III. Aquesta numeració va continuar, de manera que quan Kochoro es va convertir en cap de l'escola Utagawa, va signar com a Toyokuni III, tot i que llavors ell seria el quart Toyokuni. De la mateixa manera, Kochoro II finalment va signar Toyokuni IV, i ara se'l numera Toyokuni V.